# Bahnhof Hamburg Kornweg (Klein Borstel)
Hamburg Kornweg (Klein Borstel) ist ein Haltepunkt im Norden von Hamburg im Ortsteil Klein Borstel, der durch die Linie S1 der S-Bahn Hamburg bedient wird.

## Lage und Ausstattung

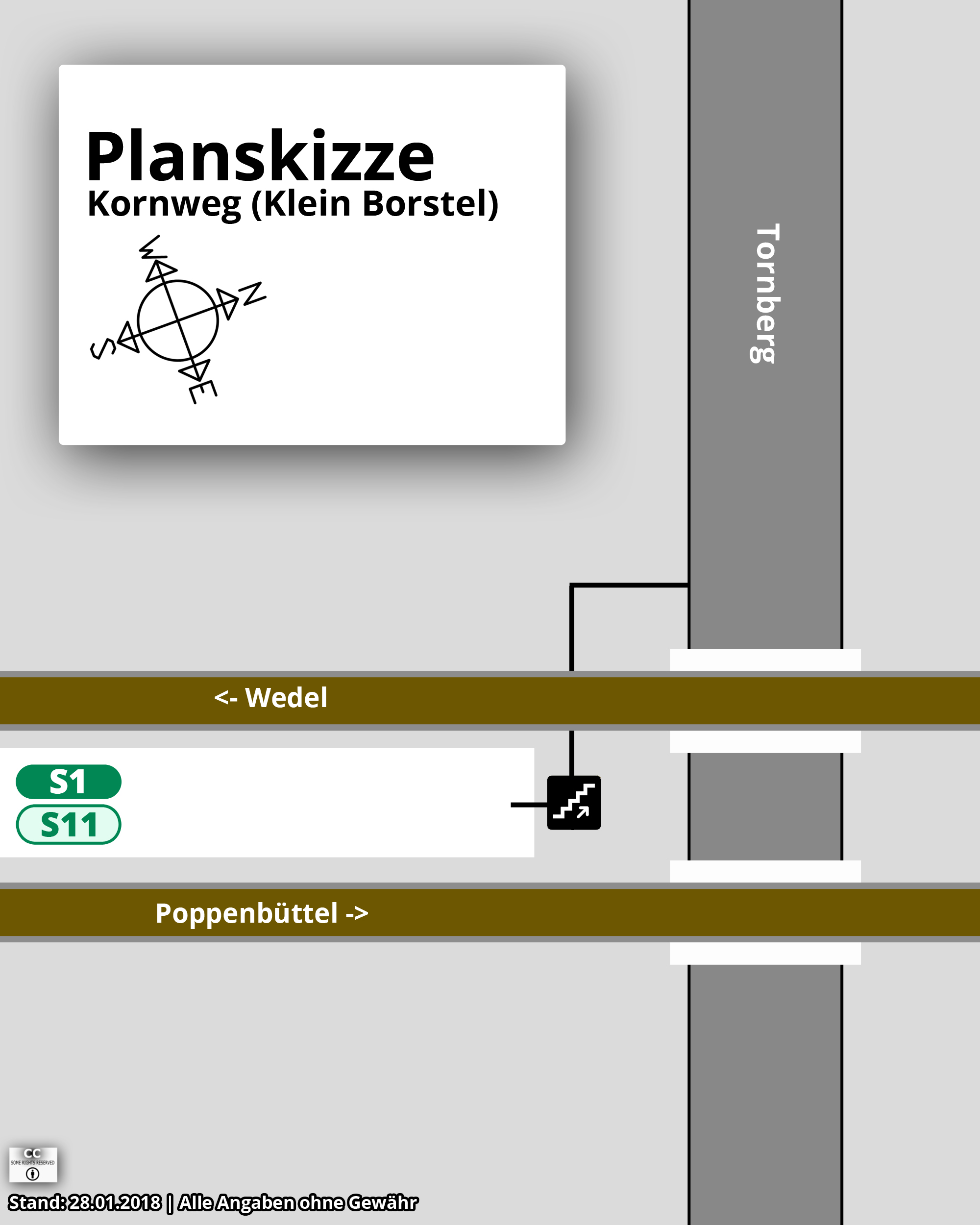
Infrastrukturskizze des Bahnhofs Kornweg

Der Haltepunkt befindet sich im Norden von Ohlsdorf auf einem Bahndamm mit Zugang von der Straße Tornberg. Dieser befindet sich an der Nordostseite des Mittelbahnsteiges, der hier ein Bahnsteigdach aufweist. Hier wurde später zur Erreichung der Barrierefreiheit ein Aufzug nachgerüstet.

## Geschichte
1913 begann der Bau der Alstertalbahn zwischen Ohlsdorf und Poppenbüttel. In diesem Zuge wurde 1918 diese Station eröffnet. Zu dieser Zeit war nur ein eingleisiger provisorischer Betrieb auf dem für drei Gleise ausgelegten Bahndamm möglich. 1924 startete der zweigleisige elektrische Betrieb mit Oberleitung. Das dritte Gleis auf der Nordseite des Bahndamms, das für den Güterbetrieb geplant war, wurde nie gebaut.

## Betrieb
Der Bahnhof wird von Zügen der Linie S1 der Hamburger S-Bahn bedient.
| Linie | Verlauf |
| ----- | --- |
| S 1   | Wedel – Rissen – Sülldorf – Iserbrook – Blankenese – Hochkamp – Klein Flottbek – Othmarschen – Bahrenfeld – Ottensen – Altona – Königstraße – Reeperbahn – Landungsbrücken – Stadthausbrücke – Jungfernstieg – Hauptbahnhof – Berliner Tor – Landwehr – Hasselbrook – Wandsbeker Chaussee – Friedrichsberg – Barmbek – Alte Wöhr (Stadtpark) – Rübenkamp – Ohlsdorf \ Streckenast Poppenbüttel – Kornweg (Klein Borstel) – Hoheneichen – Wellingsbüttel – Poppenbüttel / Streckenast Flughafen – Hamburg Airport (Flughafen) |